# 見上月梛
見上月梛（日语：／ Mikami Runa，2001年9月16日—），舊稱見上瑠那，日本寫真偶像。於神奈川縣出身。

## 生平
2014年11月23日，見上推出首部寫真DVD《初次見面 我現在在學校》（はじめまして 学校なう），於當中以身穿便裝、校服的姿態登場。
2015年4月28日，見上推出在公園和海邊取景的寫真DVD《女初中生的微笑》（JCスマイル）。10月13日，她以身穿校服和泳衣的樣子進行拍攝的寫真DVD《校服Now ～從上學到放學～》（制服なう～登校から下校時間～）公開。她的寫真DVD《Happy！瑠那py！》（ハッピー！るなぴー！）在2016年1月20日開售，當中收錄了她身穿女僕裝的場面。之後她有2年時間再沒有進行寫真DVD拍攝工作。
2018年5月25日，見上推出寫真DVD《瑠瑠瑠那Pi～》（るんるんるなぴ～），這部作品以跟她一起度過日常的場景為主軸。次月，她跟其他偶像一起結成「Pocket & fan」組合。12月25日，她的寫真DVD《青金石之恋》（恋するラピスラズリ）面世。
2019年3月，見上跟原先的事務所「KIE公司」解約，並在次月把原先的藝名「見上瑠那」更改為「見上月梛」。同年她在麥可·威廉斯執導的電影《一步》（One Step）中登場。
見上在回顧2020年時表示，自己因為得了抑鬱症和恐慌症而在2月開始休養，直到9月才復出，並繼續跟「Pocket & fan」的成員一起進行活動。

## 外部連結
- 見上月梛的X（前Twitter）
- 見上月娜的個人網誌 （页面存档备份，存于）